# Agonopterix kuznetzovi
Agonopterix kuznetzovi is een vlinder uit de familie grasmineermotten (Elachistidae). De wetenschappelijke naam is voor het eerst geldig gepubliceerd in 1983 door Lvovsky.
De soort komt voor in Europa.